# 光線槍
- 上：NES Zapper
- 中：世嘉Master System光线枪
- 下：雅达利XG-1

光線槍（Light gun），是一種電腦的點擊裝置，或是街機和電子遊戲機的輸入設備，通常外形類似手槍。 

## 相關
- 光枪射击游戏

## 外部連結
- 光線槍運作原理解析（上）：為什麼液晶電視不能用傳統光線槍 | T客邦 （页面存档备份，存于）
- 光線槍運作原理解析（下）：採用替代技術的液晶電視適用光線槍 | T客邦 （页面存档备份，存于）